# Das Domino Komplott
Das Domino Komplott (Originaltitel: The Domino Principle) ist ein US-amerikanischer Thriller von Stanley Kramer aus dem Jahr 1977. Adam Kennedy schrieb das Drehbuch anhand des eigenen Romans Das Domino-Komplott.

## Handlung
Roy Tucker ist Vietnamveteran und ein fähiger Schütze. Er wird wegen Mordes inhaftiert. Eines Tages wird er im Gefängnis von zwei ihm unbekannten Männern besucht, die ihm anbieten, dass er das Gefängnis verlassen kann, wenn er einen Auftrag erledigt. Zusätzlich soll Tucker 200.000 US-Dollar und ein Haus in Spanien erhalten und darf seine Frau endlich wiedersehen. Er besteht darauf, seinen Zellengenossen Spiventa mit in die Freiheit zu nehmen. Nicht ganz unerwartet wird dieser von seinen Auftraggebern bei erstbester Gelegenheit scheinbar liquidiert. Nachdem Tucker seine Frau gesehen hat, lehnt er es ab, jemanden zu töten, wird jedoch durch Gefangennahme seiner Frau erpresst. Die Zielperson wird trotzdem erschossen – wie es sich später herausstellt, wurden mit dem Anschlag drei Attentäter unabhängig voneinander beauftragt.
Seine geplante Flucht nach Rio de Janeiro kommt nicht zustande. Tucker überwältigt und bedroht einen der Auftraggeber mit den Scherben einer zerschlagenen Flasche, woraufhin der Anführer Tagge ihm und seiner Frau die Ausreise nach Costa Rica ermöglicht. Auf dem Flughafen warnt Tagge, dass es möglich sei, dass der Drahtzieher des Attentats nervös sein würde und die Ermordung der Beteiligten befehlige. Tucker beobachtet von seinem startenden Jet aus, wie Tagges Auto in die Luft gesprengt wird und dieser in den Flammen ums Leben kommt.
Tucker und seine Frau sprechen sich im Flugzeug aus und wollen offener miteinander umgehen. In Costa Rica wird seine Frau auf offener Straße und am helllichten Tag überfahren. Tucker tötet zwei Männer, die kommen, ihn zu ermorden, darunter Spiventa, der noch am Leben war, und zu dem Komplott gehörte. In der letzten Szene geht Tucker am Strand entlang; seine Off-Stimme sagt, dass er nie gelernt habe, aufzugeben. Man sieht, dass er sich im Visier eines Präzisionsgewehrs befindet.

## Kritiken
Das Lexikon des internationalen Films schrieb, der Film sei ein „spannender, präzise inszenierter Actionfilm mit Starbesetzung“. Er lasse sich „im Blick auf die amerikanische CIA auch als Polit-Kritik deuten“.
Die Zeitschrift TimeOut schrieb, die Handlung sei „lahm“ und die „bleierne“ Regie verschwende die meisten Chancen des Films. Einige Szenen seien klischeehaft, Nebendarsteller wie Richard Widmark und Mickey Rooney seien „verschwendet“. Der Film erzeuge keinen Nervenkitzel (it simply fails to thrill).
Arne Laser spricht von einem „unzählige Male variierte[n] Thema“ und trotz der „zugegebenermaßen hochrangige[n] Besetzung“ von einem „routinierten, ziemlich angestrengt wirkenden Action-Krimi, der von Kramers besseren Arbeiten meilenweit entfernt“ sei.

## Hintergrund
Der Film wurde in Los Angeles, in San Francisco, in Santa Monica, im San Quentin State Prison und in Puerto Vallarta (Mexiko) gedreht.
Alternativtitel sind Die Domino-Verschwörung und Das Domino-Prinzip. 